# Le Plus Beau Jour de ma vie (film, 1957)
Pour les articles homonymes, voir Le Plus Beau Jour de ma vie.
Pour plus de détails, voir Fiche technique et Distribution.
Le Plus Beau Jour de ma vie (Der schönste Tag meines Lebens) est un mélodrame de terroir autrichien de 1957 réalisé par Max Neufeld. Paul Hörbiger, Ellinor Jensen, Michael Ande et Paul Bösiger (de) y jouent les rôles principaux.
Le scénario est fondé sur une idée de Max Neufeld, âgé à l'époque de 70 ans et pour qui Le plus beau jour de ma vie devait être le dernier film.

## Résumé
Toni Ferency, un orphelin, est arrivé en Autriche avec des réfugiés hongrois mais il manque son bus et est recueilli par un certain Blümel qui est un ancien capitaine sur le Danube et qui a un chien, Flocki, auquel Toni s'accroche avec passion. Ce vieil homme habite une petite maison dans la Wachau. Toni et Blümel s'entendent parfaitement et ensemble ils font beaucoup de choses. Ils visitent l'église de Dürnstein et Toni y entend les Petits Chanteurs de Vienne chanter la grand-messe. Profondément impressionné il parle à son père adoptif de ces garçons et de leurs chants et apprend qu'ils sont connus dans le monde entier. Blümel en vient à penser que Toni serait à sa place parmi eux et il décide donc de voyager avec lui jusqu’à Vienne pour le présenter à la chorale.
Après que Blümel s’est fait brutalement éconduire par le portier de la maison du chœur des garçons de Vienne, il engage la conversation avec quelqu’un dont il pense que c’est un jardinier mais qui est en fait le directeur de la maison et qui fait en sorte que Toni ait le droit de passer une audition. Il réussit brillamment cet examen avec Schmidt, le maitre de chapelle, et est accepté dans cette chorale. Le vieil homme et Toni ont bien de la peine à se séparer mais sœur Maria aide le garçon à surmonter le premier chagrin de cette séparation. Toni regarde peu à peu Maria comme sa mère et la jeune sœur elle aussi prodigue au jeune orphelin des soins particuliers.
Comme presque chaque année les Wiener Sängerknaben passent l'été dans leur maison de vacances à Hinterbichl, dans le Tyrol de l'Est. Ils doivent y préparer une tournée américaine qui est prévue. L’amour commence à réunir sœur Maria et le maitre de chapelle Schmidt. Ce dernier a composé une symphonie et espère qu'elle réussira – ce qui lui donnera l’occasion de demander sa main à Maria.
Mais voilà que mille schillings disparaissent de la chambre de sœur Maria, les soupçons se portent sur Toni qu’un de ses camarades a observé alors qu'il entrait dans la chambre de Maria pendant la nuit. Il avait simplement posé sur le bureau un bouquet d'edelweiss qu’il avait cueilli lui-même pour elle. Le garçon qui l'avait dénoncé avait perdu son rôle solo de « jeune » dans Der Bauer als Millionär de Ferdinand Raimund, au profit de Toni. Lorsqu’on interroge Toni et qu’on lui dit nettement que lui seul ou sœur Maria avait pu prendre l'argent, il s’accuse lui-même pour protéger Maria, qu'il aime comme si elle était sa mère.
Lorsque son père adoptif, qui ne croit pas à la culpabilité de Tony, fait irruption, le jeune garçon ne sait plus comment réagir, il s'enfuit - et finit par tomber dans un ravin. Gravement blessé, il lutte contre la mort. Entretemps, les mille schillings ont été retrouvés : ils avaient glissé entre deux partitions. Toni se rétablit parfaitement et est réadmis, bien sûr, dans la chorale. Celle-ci commence sa tournée américaine et c’est Toni qui chantera les parties en solo.

## Fiche technique
- Affiche : Jouineau Bourduge (France)

## Critique
La critique n'a pas été tendre et on est allé jusqu'à écrire : « Da sollte man den Rohrstock rausholen », ce qui signifie, peut-être un peu plus brutalement : « Il y a des coups de pied au derrière qui se perdent ».